# Kinhin

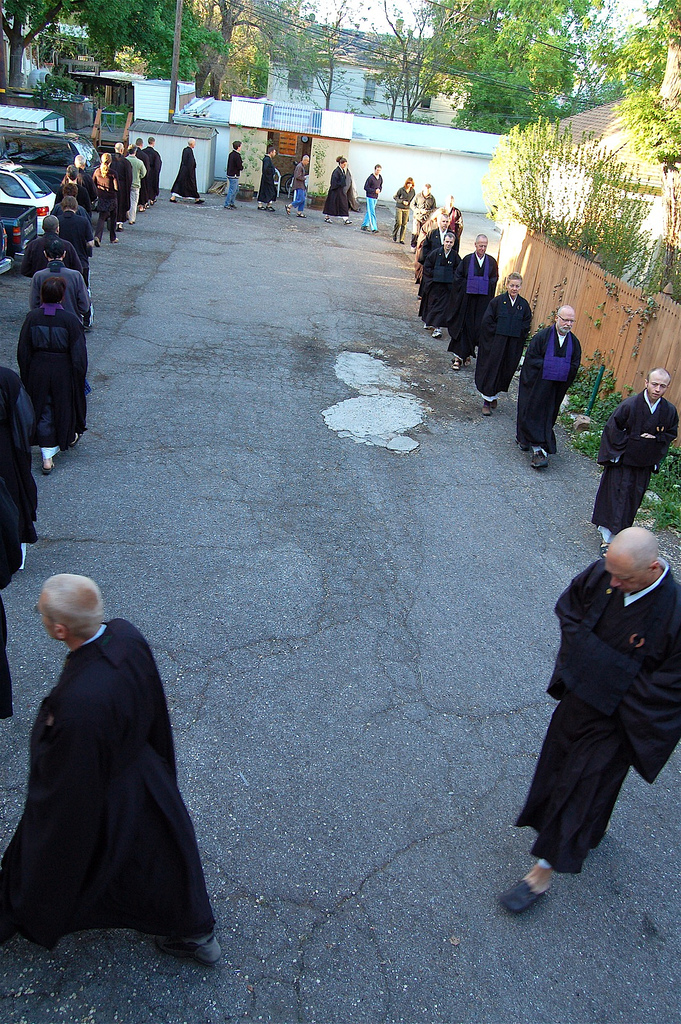
Praticanti del Kanzeon Zen Center durante kinhin

Nel buddhismo Zen, si intende con kinhin (経行 cinese: jīngxíng; vietnamita: kinh hành, coreano: gyeonghyaeng) la meditazione camminata che viene praticata ogni sessione di meditazione seduta (Zazen).
La pratica viene trasmessa anche nelle scuole Chan cinesi e nel Thien vietnamita.
Si dice che Kinhin derivi dalla prima meditazione trasmessa dal Buddha tra quelle nelle diverse posizioni del corpo.
Il termine deriva dai caratteri cinesi jing 経 "andare attraverso" (come un filo in un ago)", che indica "sutra" come significato secondario, e xing 行 "camminare". 
Letteralmente, significa "camminare dritto avanti e indietro".

## La pratica
La pratica di Kinhin può variare da una tradizione Zen all'altra.
Solitamente dopo due rintocchi di campana, i praticanti si alzano, si girano verso il centro tenendo le mani in shashu (叉手, chā shǒu), il mudra che accompagna la pratica di meditazione camminata: una mano è chiusa a pugno mentre l'altra copre il pugno. Entrambe sono poggiate sul plesso solare. 
In alcune scuole, però, il mudra usato può variare: in questi casi, il pugno destro è di fronte alla mano sinistra, che lo copre fino al polso.
Dopo un inchino ai compagni di pratica, con le mani giunte in Gassho, i partecipanti girano in senso orario, e seguono il passo della persona di fronte, camminando intorno al perimetro della sala.
Mentre nella tradizione Rinzai solitamente kinhin viene compiuto con un passo molto veloce, scandito dai colpi di un piccolo tamburo di legno tenuto dalla persona che guida la fila, nella tradizione Soto, i passi vengono mossi molto lentamente, in corrispondenza con il proprio respiro e con il passo del praticante davanti.
L'intento è quello di rappresentare, nella meditazione, quell'unità e quella coordinazione che sono uno specchio dell'armonia cui il buddismo può condurre nella realizzazione dell'unità nell'interdipendenza tra tutti gli esseri.

## Varianti
Nella scuola Theravada, viene trasmessa una meditazione camminata chiamata Jongrom simile al kinhin.
A differenza di quest'ultimo, il Jongrom viene praticato individualmente ed all'aperto. Nel monasteri Theravada si può trovare un percorso lungo e stretto, di quasi due metri di lunghezza, su cui i monaci muovono un passo dopo l'altro, alternandolo alla meditazione, esercitando nel contempo la consapevolezza del corpo e dell'ambiente.
Nello Zen, la pratica di Kinhin, trascurata durante i secoli nei Dojo giapponesi, nelle scuole Soto occidentali viene valorizzata come pratica a sé. A volte, viene condotta all'aperto, mantenendo l'ordine e l'armonia della pratica anche fuori dalle mura dello Zendo.